# Vitzenhagen
Vitzenhagen ist eine Wüstung zwischen Schielo und Königerode bei Harzgerode im Landkreis Harz in Sachsen-Anhalt, Deutschland. Die Rodungssiedlung des 10. oder 11. Jahrhunderts war Sitz eines niederen Adelsgeschlechts und ist vor dem Jahre 1533 bereits wieder verlassen worden.

## Geschichte
Vitzenhagen wurde zum ersten Mal am 16. Oktober 1323 erwähnt, als der Fürst Bernard III. von Anhalt einen Hinze van Bodendike u. a. mit dem dorp tu Vitzenhagen und allen zugehörigen Rechten belehnte. Am 25. März 1330 wurde dann ein Hinricus de Viszenhagen in einer Urkunde des Grafen Burchard von Falkenstein als Zeuge erwähnt. Aus dem Jahre 1375 ist urkundlich erwähnt, dass Hans und Berthold von Aldendorff mit dem Konsens eines Ottos von Waldeser der Sankt Andreas-Kirche in Königerode den Zehnten zukommen lassen, den sie seit langem im Dorf Vitzenhagen besaßen.
Am 8. Februar 1476 wurde Vitzenhagen in einer Urkunde des Bischofs Gebhard von Halberstadt erwähnt, der darin die Brüder und Vettern von der Asseburg nebst anderen Gütern mit der Siedlung Vitzenhagen und allem Zubehör belehnte. Sein Nachfolger, Erzbischof Ernst von Halberstadt belehnte dieselben Brüder und Vettern am 22. Juli 1480 erneut mit dem Dorf Vitzenhagen in der Herrschaft Falkenstein.
Um 1533/1534 wurde das Dorf dann als Vitzenhayn als Wüstung im Rammelburger Erbbuch erwähnt. Die Wüstung wurde später am 18. Oktober durch den Hettstedter Bürger Nickel Juncker für 600 Rh. Gulden mit allem Zubehör, darunter der Acker, das Gehölz, Wiesen, Grasland und Weiden, an Wilhelm Rincke den Älteren und seinen Bruder zu Leimbach verkauft, wodurch sie in der zugehörigen Urkunde als Vitzenhagen erwähnt wurde. Dabei wurde auch erwähnt, dass die Herren von der Asseburg das Lehen vor Ort besaßen. Doch die Grafen von Mansfeld standen mit diesen in heftigem Streit darüber, worin auch die höheren Landesherren hineingezogen wurden. Am 5. November 1538 einigten sich die Grafen Albrecht von Mansfeld und Johann von Asseburg durch Vermittlung des Kurfürsten Johann Friedrich von Sachsen, des Landgrafen Phillipp von Hessen und des Herzogs Franz von Lüneburg in einer Urkunde über ihren Streit um die Wüstung Vitzenhagen.
Um 1950 wurden in der alten Wüstung Vitzenhagen steinerne Fundamente ausgegraben.